# إما وولف
إما وولف (بالإسبانية: Ema Wolf)‏ هي كاتِبة وكاتبة للأطفال أرجنتينية، ولدت في 1948 في Carapachay ‏ في الأرجنتين.